# Fimbristylis decipiens
Fimbristylis decipiens är en halvgräsart som beskrevs av Robert Kral. Fimbristylis decipiens ingår i släktet Fimbristylis och familjen halvgräs. Inga underarter finns listade i Catalogue of Life.